# 裕强街道 (石家庄市)
裕强街道，是中华人民共和国河北省石家庄市裕华区下辖的一个乡镇级行政单位。

## 行政区划
裕强街道下辖以下地区：
卓达花园社区、神兴小区社区、宋村社区、位同社区、三教堂社区、新天地社区、雅清社区、国大全城社区、安苑社区和东方绿洲社区。